# Kristiane Backer

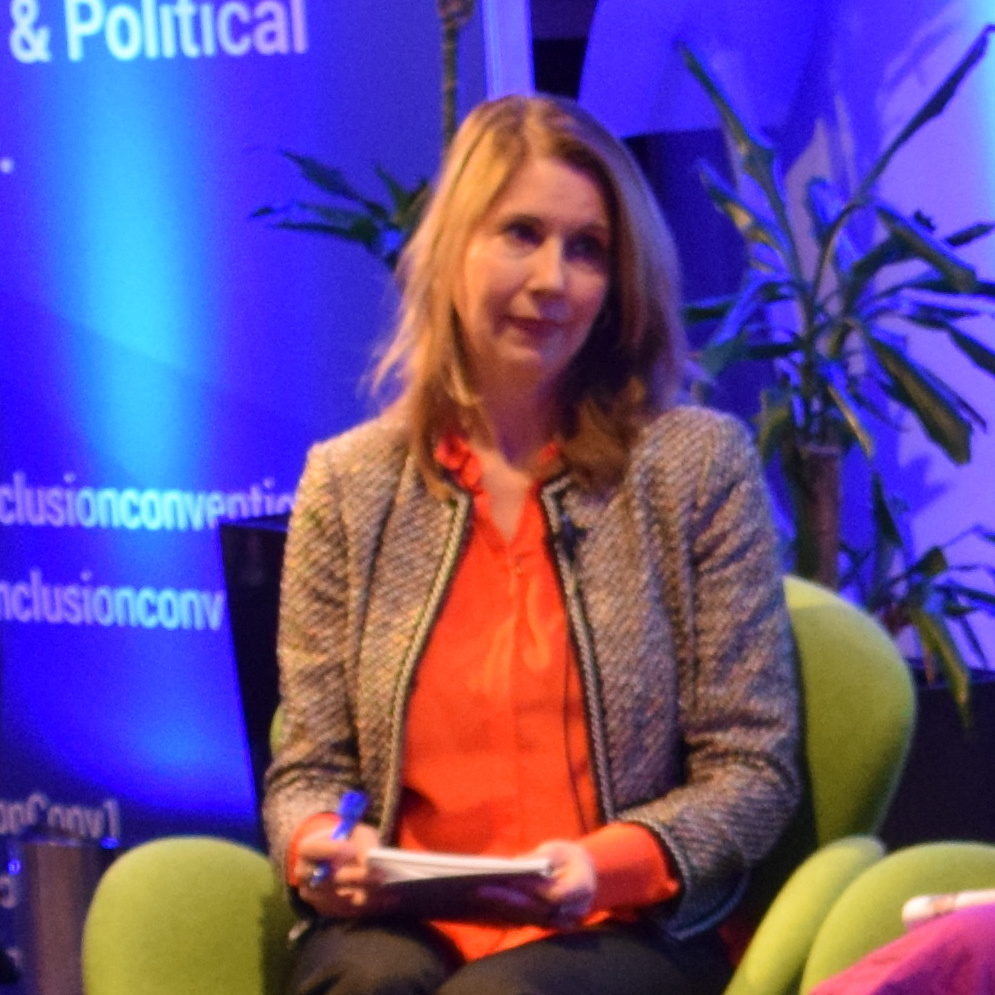
Kristiane Backer

Kristiane Backer (Hamburg, 13 december 1965) is een Duits televisiepresentator. Ze woont in Londen.
Backer werkte van 1987 tot 1989 voor de commerciële radiozender Radio Hamburg. In 1989 werd ze de eerste Duitse videojockey op de destijds geheel Engelstalige muziekzender MTV Europe. Tot 1996 presenteerde ze op deze zender onder andere de Coca-Cola Report, de European Top 20 en Awake on the Wild Side. Van 1993 tot 1995 presenteerde ze daarnaast het jongerenprogramma Bravo TV voor het Duitse kanaal RTL II. Vanaf 1996 presenteerde ze twee jaar lang het dagelijkse programma The Ticket NBC op NBC Europe. 
In 2009 kwam ze terug op televisie en presenteerde Reise voor Travel Channel en Matters of Faith voor Ebru TV.

## Bekering
In 1995 bekeerde Backer zich van protestantisme tot de islam. Ze schreef twee boeken over de rol van deze religie in haar leven en deed mee aan verschillende televisiediscussies over islam. 